# 20 Years of Narada Piano
20 Years of Narada Piano är ett samlingsalbum från 2001. Det nådde plats 12 på Billboards topplista.

## Låtlista

### CD 1
1. "Endings" – Michael Jones – 5:33
2. "Sunrise" – Kostia – 5:02
3. "Dark Eyes" – Wayne Gratz – 4:07
4. "Beloved" – David Lanz – 3:39
5. "Water Circles" – Mia Jang – 4:40
6. "Minor Truths" – Fred Simon – 2:25
7. "Poetic Justice" – Sheila Larkin – 4:48
8. "Bethel" – Paul Cardall – 2:56
9. "Orcas" – Michael Gettel – 3:49
10. "Jonathan's Lullaby" – Ira Stein – 4:54
11. "August 23, 1962" – Sheldon Mirowitz – 3:26
12. "Innocence" – Spencer Brewer – 2:57
13. "Watercolors" – Michael Gettel – 3:56
14. "Good Question" – Wayne Gratz – 2:33
15. "Flowers On The Water" – Kostia – 4:31
16. "La Source" – Ira Stein – 2:07
17. "Ghost Mountain" – Spencer Brewer – 4:47

### CD 2
1. "Before The Last Leaf Falls" – David Lanz – 3:26
2. "Diamonds For Stones" – Paul Cardall – 2:42
3. "First Light" – Michael Whalen – 2:33
4. "Evening" – Michael Jones – 5:07
5. "Aspens In January" – Michael Gettel – 7:23
6. "Lily Pond" – Mia Jang – 3:37
7. "Ever After" – Keiko Matsui – 5:44
8. "Continuum" – Ira Stain – 3:06
9. "Sister Bay" – Fred Simon – 2:23
10. "Vesuvius" – David Lanz – 4:10
11. "First Kiss" – David Arkenstone – 3:25
12. "The Glen" – Bradley Joseph – 4:07
13. "Turning" – Bob Read – 4:08
14. "Return To Love" – Michael Jones – 4:11
15. "Light And Darkening" – Allaudin Mathieu – 7:16
16. "Which Is Yes" – Spencer Brewer – 4:07
17. "Strawberry Fields Forever" – David Lanz – 3:53